# Fundătura Mică
Fundătura Mică – wieś w Rumunii, w okręgu Vaslui, w gminie Ivănești. W 2011 roku liczyła 58 mieszkańców.